# Ведоса
Ведоса — река в Сафоновском и Ярцевском районах Смоленской области России. Левый приток Вопи.
Длина 32 км. Исток западнее деревни Лисичино Сафоновского района на западе Сафоновской возвышенности. Направление течения: юго-западное. Устье западнее деревни Самсоново Ярцевского района. Была сильно загрязнена стоками свиноводческого комплекса, находившегося в деревне Рыбки. После закрытия комплекса очистилась. Притоки — Востошка, Бараненка.